# Nika Daalderop
Nika Daalderop, född 29 november 1998, är en nederländsk beachvolley- och volleybollspelare (spiker). Hon spelar (2024) för Vero Volley Milano och seniorlandslaget. Tidigare har hon spelat för  Vakıfbank SK, AGIL Volley, Azzurra Volley San Casciano, Allianz MTV Stuttgart, Ladies in Black Aachen och Team 22. 
Hon blev nederländsk mästare i beachvolley tillsammans med Joy Stubbe 2016.